# Hidalgoa ternata
Hidalgoa ternata es una planta de la familia Asteraceae, habita desde el sur de México (en donde es conocida como mozote de monte y cuaminchi en náhuatl) hasta el noroccidente de Sudamérica. Se caracteriza por sus flores naranja y rojo brillante, y sus hojas ternadas

## Galería

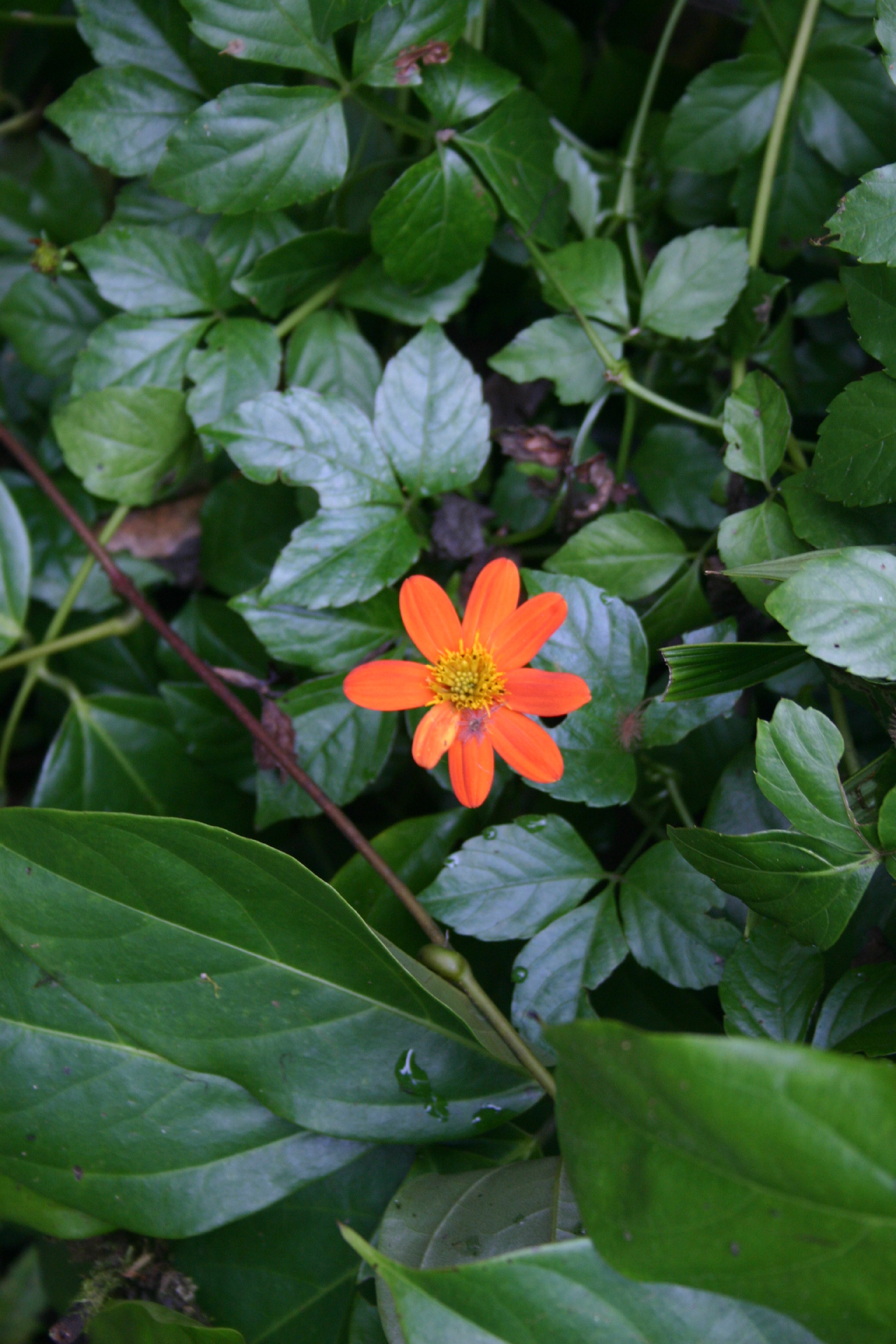
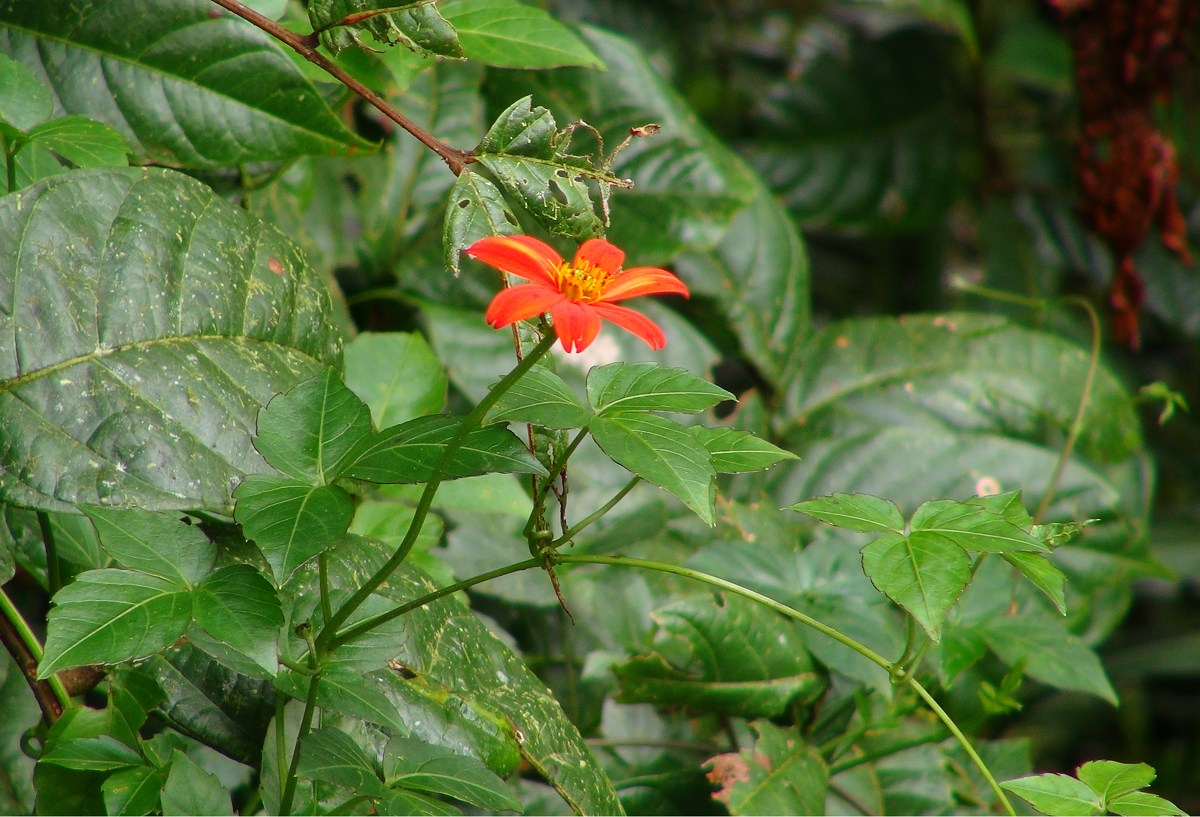